# Veselskya
Veselskya  (лат.) — монотипный род двудольных растений семейства Капустные (Brassicaceae), включающий вид Veselskya griffithiana (Boiss.) Opiz
. Выделен чешским ботаником-любителем Филипом Максимилианом Опицем в 1856 году.
Вид Veselskya griffithiana первоначально описывался в составе рода Pyramidium под таксономическим названием Pyramidium griffithianum Boiss.basionym.

## Распространение
Единственный вид является эндемиком Афганистана.

## Общая характеристика
Однолетние травянистые растения, покрытые волосками.
Стеблевые листья формой от овальных до продолговатых, сидячие.
Цветки фиолетового или багрянистого цвета.
Плод — четырёхугольный пирамидальный стручок, несущий по четыре семени.